# Sylvie Yvert

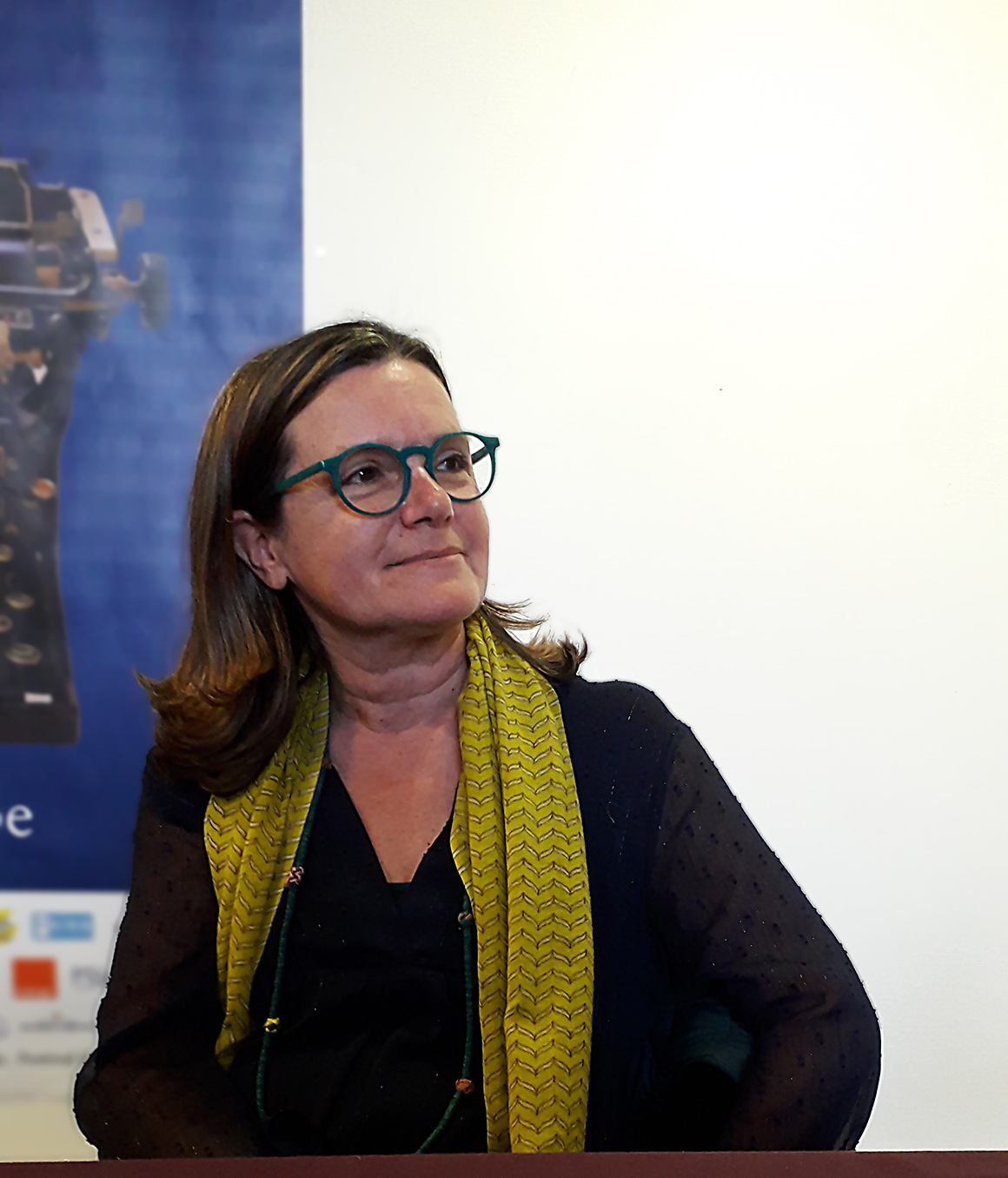
Sylvie Yvert (2019)

Sylvie Yvert (* um 1964 in Paris) ist eine französische Romanautorin und ehemalige Chargée de mission (Kultur-Beauftragte des Außenministeriums).
Sie war zunächst staatliche Zensorin und Korrektorin für die Presse und das Verlagswesen, bevor sie erst für das Außen-, dann das Innenministerium arbeitete. 2008 gab sie eine Sammlung von Literaturkritiken unter dem Namen Ceci n'est pas de la littérature (deutsch Das ist keine Literatur) im renommierten monegassischen Verlag Le Rocher heraus.
Im Jahre 2016 erschien ihr erster Roman Mousseline la Sérieuse, der sich mit dem Leben Marie Thérèses von Bourbon („Madame Royale“), ältester Tochter von König Ludwig XVI. und Marie-Antoinette, beschäftigte. Er wurde für den Schriftstellerpreis des ältesten und auflagenstärksten französischen Nachrichtenmagazins, dem L’Express 2016 nominiert. Ihr zweiter Roman mit dem Namen Une année folle (deutsch Ein verrücktes Jahr) wurde für den Preis für Historienromane Napoléon 1er nominiert, der zum 250. Geburtstag Napoleons von Stéphane Bern und Jean Tulard initiiert wurde. In diesem Roman folgt sie während 100 Tagen der Reise Napoleons im Jahr 1815.

## Werke
- Anti-Prince(Politische Gedichte)
- Ceci n'est pas de la littérature: les forcenés de la critique passent à l'acte
- Mousseline la sérieuse
- Une année folle (Roman)